# Полигексаметиленгуанидин
Полигексаметиленгуанидин ПГМГ PHMG — производное гуанидина, в основном используемого в качестве биоцидного дезинфектанта, в основном в форме его солей полигексаметиленгуанидин фосфата (ПГМГ-Ф) или полигексаметиленгуанидин гидрохлорида (ПГМГ-ГХ, метацид).
Наименование ПГМГ-ГХ по классификации IUPAC: поли(имнокарбонимидоилимино-1,6-гександиил)гидрохлорид. На английском языке: Poly(iminocarbonimidoylimino-1,6-hexanediyl), monohydrochloride, poly(hexamethyleneguanidine)hydrochloride. Структурная формула: (C7H16N3Cl)n, где n=4—50, молекулярный вес: 700—10000 а. е. м.
Соли ПГМГ представляют собой белый порошок и, как все соли полигуанидинов, хорошо растворимы в воде или спирте. Чистое вещество не имеет цвета и запаха, химически не активно, пожаро-взрыво безопасно, сохраняет свои свойства от минусовых температур до +120 °C, образовывает прочные комплексы с солями тяжелых металов, не является окислителем и не вызывает коррозию, имеет моющие и анти-коррозионные свойства, является флокулянтом и коагулянтом дисперсной среды и коллоидных растворов, что дает эффективность против биоплёнок, но может спровоцировать выпадение пигментов красок в осадок.
Раствор ПГМГ проявляет антигрибковое фунгицидное и бактерицидное свойство, активность в отношении и грамотрицательных и грамположительных бактерий, возможно подавляет плесень, однако спороцидное действие не заявлено, обладает длительным действием, сохраняя бактерицидный эффект от 3 дней до 8 месяцев. Предварительные выводы указывают на то, что ПГМГ и его производные в первую очередь наносят повреждения клеточным мембранам путем ингибирования активности клеточных дегидрогеназ..
Бактерицидные свойства группы гуанидиновых веществ, обусловлены разрушительным электрохимическим воздействием на оболочку клетки (клеточную мембрану), которая играет роль молекулярного фильтра, защищающего цитоплазматическую мембрану от разрушающих токсинов. Чтобы подействовать на клетку, антибактериальный препарат должен проникнуть через этот слой.
Вследствие своих электрохимических свойств, контактируя с поверхностью клеточной оболочки, молекулы ПГМГ вызывают отток компонентов, обеспечивающих целостность клеточной мембраны. Можно сказать, что молекулы ПГМГ «обманывают» компоненты наружного слоя оболочки клетки и вместо того, чтобы связываться с внутренним (пептидогликановым) слоем, связываются с находящимся снаружи молекулами, тем самым образуя бреши, через которые остаточные количества ПГМГ проникают к цитоплазматической мембране.
Далее, молекулы ПГМГ нарушают целостность цитоплазматической мембраны.
На первом этапе наблюдается утечка молекул с низким молекулярным весом, в первую очередь ионов калия (К+). Уже при бактериостатических количествах ПГМГ из клетки уходит около 40 % содержащегося в ней калия (К+). С увеличением концентрации ПГМГ содержимое клетки с большим молекулярным весом (например, нуклеотиды) поступает в надсадочную жидкость вокруг неё. Клетки со значительной (более 15 % выше нормального уровня) утечкой нуклеотидов оказываются неисправимо поврежденными.
Производится в России (2 предприятия), Южной Корее, (1 предприятие), Китае (5 основных предприятия). Китайская продукция содержит 99,3 % ДВ. Поставляется в жидкой форме 20 % и 50 %, и сухой 50 % и кристаллы 100 %. Значение рН 1%-го водного раствора по одним источникам pH 6—8, у других производителей pH 8—10.

## История синтеза
Полигексаметиленгуанидин гидрохлорид был синтезирован из цианидных производных гуанидина фирмой Schering Kahlbaum AG (патент DE 494918 °C «Verfahren zur Darstellung von Guanidinen» от 31 марта 1930 года), автор изобретения Dr. Herbert Schotte, приоритет от 29 октября 1926 года. Усовершенствованная технология синтеза конденсацией гексаметилендиамина (ГМДА) с гексаметилендицианамидом разработана сотрудниками фирмы DuPont (Bolton, Coffman, Lucius) (патент US2325586 A «Polymeric Guanidines and process for preparing the same» от 3 августа 1943 года, приоритет от 21 марта 1940 года). В СССР в 70-е годы разработана технология получения на основе конденсации ГМДА с гуанидином (Гембицкий и соавторы, 1974).

## Токсичность
В отличие от связанного полимера полигексаметилен бигуанидина (ПГМБ), свободный ПГМГ был описан как новое вещество со свойствами и потенциальным эффектами с мало изученными отдалёнными последствиями его применения. 

ПГМГ (неизвестно, какая именно его соль), стала причиной тяжелых заболеваний и смертей в Южной Корее, связанных с его неправильным длительным использованием в увлажнителях воздуха, что и привело к некротической смерти клеток лёгких, ввиду их особой чувствительности при концентрациях более 2 ppm (2 мг/м³ = 0,002 г/м³ = 0,0002 % м³).
Перорально ПГМГ обладает низкой токсичностью, но при принудительном вдыхании вызывает как у экспериментальных животных так и у людей некротические поражения бронхов, что приводит к воспалению и фиброзу лёгких — при аэрозольном и ингаляционном воздействии вызывет гибель клеток слизистой оболочки бронхиол, и приводит к повреждению альвеол с сопутствующим облитерирующим бронхиолитом, часто со смертельным исходом как следствие необратимого обструктивного заболевания легких, при котором бронхиолы сжимаются и сужаются с фиброзом (рубцовой ткани) и/или воспалением.
Внутренне PHMG накапливается в печени при употреблении суррогатного алкоголя, типа спиртовой антисептик с содержанием ПГМГ-ГХ, или при постоянном употреблении воды очищенной ПГМГ - в одной из работ установили, данное соединение является биологической матрицей для оседания солей желчных кислот и гемоглобиногенных пигментов, умеет присоединять эндогенное железо как комплексообразователь. Медленно разрешающийся холестаз обуславливает гепатонекрозы, развитие токсического гепатита с гипербилирубинемией и желтухой, они в свою очередь приводят к формированию характерной клинической и морфологической картины отравления, сопровождающей токсический гепатит..
С 1 февраля 2013 года Европейская комиссия запретила использование PHMG во всех его предыдущих областях применения в странах Европейского Союза. Европейская комиссия запретила размещение на рынке и использование PHMG для всех видов биоцидных применений, включая системы водоочистики бытовой и питьевой воды. Директивы Европейского Парламента и Совета Европейского Союза 98/8/EC от 16 февраля 1998 г. о размещении на рынке биоцидных средств" директивами: 2011/391/EU от 01.07.2011г и 2012/78/EU от 09.02.2012 г.
Точные даты окончательного законодательного изъятия PHMG (ПГМГ) в ЕС из различных областей применения (Producttype) :

PT1 — Биоцид в сфере гигиены человека 01.07.2012 

PT2 — Дезсредства и биоциды в здравоохранении и личном применении 01.02.2013 

PT3 — Биоцид в сфере ветеринарии 01.02.2013 

PT4 — Дезинфекция продуктов питания и кормов 01.02.2013 

РТ5 — Дезсредства для питьевой воды 01.07.2012 

PT6 — В составе консервантов 01.07.2012 

РТ7 — Защита киноплёнки 01.02.2013 

РТ9 — Защита кабелей, кожи, резины и полимерных материалов 01.02.2013 

РТ10 — Защита в строительстве 01.02.2013 

РТ11 — Консервант охлаждённых продуктов 01.02.2013 

РТ12 — Противогрибковые средства 01.02.2013 

PT13 — Защита металла от коррозии 01.07.2012 

РТ20 — Консервант пищевых продуктов и сырья 01.02.2013 

РТ21 — Средство против биологической коррозии 03.01.2008
Также есть информация об изъятии ПГМГ из разрешённых к применению биоцидов размещена в реестре уведомлений, опубликованных Комитетом по Техническим барьерам в торговле ВТО № G/TBT/N/ЕЕС/355/Add.1 от 13.03.2012 г., в том числе в базе данных уполномоченного лица от Комитета ТБТ ВТО в России ФГУП СТАНДАРТИНФОРМ.
Федеральный регистр потенциально опасных химических и биологических веществ — страница PHMG hydrochloride регистрационный номер ВТ-003245 :
ОБУВ м.р. атмосферный воздух 0,03 мг/м3 = 0,00003 г/м3 

ОБУВ с.с. атмосферный воздух — не назначено для ПГМГ PHMG 

ПДК м.р. — не назначено для ПГМГ PHMG

ПДК с.с. — не назначено для ПГМГ PHMG

ПДК м.р. рабочая зона 2 мг/м3  = 0,002 г/м3

ПДК с.с. рабочая зона — не назначено для ПГМГ PHMG

ПДК рыбохозяйственный 0,01 мг/л или 10 мг/м3 = 0,01 г/м3

ПДК водные объекты 0,1 мг/л или 100 мг/м3 = 0,1 г/м3

во всех разделах пометка — санитарно-токсикологический 3 класс опасности, требуется специальная защита кожи и глаз
ОБУВ м.р. - ориентировочно безопасный уровень, максимальной разовой концентрации, не должна влиять при кратковременном воздействии 20 минут атмосферных примесей

ОБУВ с.с. - ориентировочно безопасный уровень, среднесуточной концентрации, не должна оказывать вредного воздействия при неограниченно долгом времени вдыхания

ПДК м.р. - предельно допустимая, максимальная разовая концентрация, 20 минут — заменяет ОБУВ м.р. после принятия в ПДК

ПДК с.с. - предельно допустимая, среднесуточная концентрация, годы — заменяет ОБУВ с.с. после принятия цифры как ПДК

ПДК раб.з мр - предельно допустимая, максимально разовая в рабочей зоне, не должна вызывать рефлекторных реакций у человека в течение 20-30 минут

ПДК раб.з сс - предельно допустимая, средне сменная в рабочей зоне, при ежедневной кроме выходных работе 8ч не более 40ч в неделю всего рабочего стажа, недолжна вызывать заболеваний или отклонений в состоянии здоровья, или в отдаленные сроки жизни настоящего и последующих поколений

## Применение
Полигексаметиленгуанидин (ПГМГ, PHMG) свободно продают в составе дезинфицирующих средств: «Метацид», «Полисепт», «Фогуцид», «Демос», «Дезавид», «Дефлок», «Унико», «Биопаг», «Анавидин», «Антисептин», «Экстрасепт» и других дезинфицирующих средствах, а также в очень многих спиртосодержащих жидкостях, особенно аптечного происхождения, например, в обход акцизов как спиртовой концентрат для фармацевтики и косметологии.

Разгадка проста, с 01.01.2006 года вступили в силу поправки в Налоговый кодекс РФ, вводящие акцизы на технический спирт, а с 01.07.2006 того же года ввели запрет на оптовую продажу спиртосодержащих жидкостей без акциза и оптовой лицензии, однако такой же спирт, содержащий лекарственные средства из Госреестра, акцизом совсем не облагается, а ПГМГ ранее включён в Государственный реестр лекарственных средств РФ.
ПГМГ используется в России с 2001 года в больницах для дезинфекции. Роспотребнадзор в Инструкции по проведению дезинфекционных мероприятий для профилактики заболеваний вызываемых коронавирусами, рекомендовал использовать для дезинфекции полимерные производные вещества гуанидина (ПГМГ) в концентрации рабочего раствора не менее 0,2%.
Плесневые споры являются одними из самых устойчивых к ПГМГ, а клетки бактерий более чувствительны к ПГМГ, чем грибковая плесень, клетки млекопитающих ещё более чувствительны к ПГМГ чем микробные.
Для уничтожения грибков требуется большая концентрация от 50 до 200 промилле (1‰=0.1%) – это от 5% до 20% чистого вещества. Для обработки кожи и дезинфекции медицинских инструментов концентрация ПГМГ-ГХ должна состоять от 200 до 5000 ppm (1ppm=0,001‰ и 1ppm=0,0001%) или от 0,02% до 0,5% чистого вещества.
Предельно допустимая дозировка в воздухе рабочей зоны и максимальная разовая концентрация при кратковременном воздействии 20 минут — ПДК-мр рабочая зона 2 мг/м3 или 0,002 г/м3.

Предельно допустимая дозировка в воздухе рабочей зоны, средне сменная при ежедневной, кроме выходных, работе 8 ч. – не более 40 ч. в неделю всего рабочего стажа. ПДК-сс рабочая зона не назначена для ПГМГ (PHMG), что означает запрет полной рабочей смены в помещении с парами вещества.
Ориентировочно безопасный уровень в атмосферном воздухе населенных мест в максимальной разовой концентрации при кратковременном воздействии 20 минут — ОБУВ-м-р атмосферный воздух 0,03 мг/м3 или 0,00003 г/м3.

Ориентировочно безопасный уровень в атмосферном воздухе населенных мест среднесуточной концентрации не оказывающей вредного воздействия при неограниченно долгом времени вдыхания — ОБУВ-сс атмосферный воздух не назначена для ПГМГ PHMG, что означает запрет постоянного присутствия вещества во внешнем воздухе пром. здания.
Поскольку ПГМГ и его соли, как и другие хлорорганические соединения ингибируную маскут для фермененияцптражения дыхательной й за клеточное дыхание, целесообразнее всего использовать Янтарную кислоту и её соли совместно с Аскорбиновой в качестве антидота. И в частности Реамберин в течение двадцати дней, в зависимости от степени поражения (включая ингаляционную форму введения).

## Вспышка болезней лёгких со смертельными исходами в Южной Корее
Со смертельными случаями использовался в Южной Корее как средство подавления роста бактерий в увлажнителях воздуха. 
Высокая токсичность ПГМГ для лёгких была зафиксирована во время вспышки тяжелых заболеваний, обнаруженных у детей весной 2006—2011 гг. и у взрослых весной 2011 г.; смертность среди детей составила 58%, в то время как среди взрослого населения 53% умерли или им потребовалась пересадка лёгких. Вскрытия и санитарно-эпидемиологические мероприятия, проведённые южнокорейским CDC, а также исследования на животных показали, что причиной стало неправильное использование ПГМГ в увлажнителях воздуха. Он был запрещён в 2011 году как добавка в увлажнители, и заболевания прекратились.
Ответственность за произошедшее в мае 2016 года взяла на себя Reckitt Benckiser как одна из компаний, которые продавали этот продукт в Южной Корее. Руководитель корейского подразделения на пресс-конференции извинился перед пострадавшими и их семьями. Предложил денежную компенсацию семьям погибших и всем пострадавшим. Это был первый в истории случай, когда компания признала, что её продукты содержащие ПГМГ, были вредны..

## Применение в питьевой воде в России
Замечено активное применение или массовое испытание в регионах - Москва, Санкт-Петербург, Вологодская область, Новгородская область, Новосибирская область, Кемеровская область, Крым, Томская область, Череповец итп... Схема действия в новом городе всегда одна и та же - регистрация нового названия, быстрое свидетельство Роспотребнадзора, и быстрейшая закупка десятками тонн местным МУП Водоканал.
Как типичная история с применение судебных исков и администратитвного ресурса - жителям поселка Инской города Беловое Кемеровской области, стало известно (и это письменно подтвердил замглавы администрации Беловского городского округа), что с 2010 года в поселке в целях "ухода от канцерогенных хлорсодержащих соединений и улучшения качества питьевой воды" применяется дезинфицирующее средство "Биопаг" с действующим веществом полигексаметиленгуанидин гидрохлорид (ПГМГ-ГХ). 
Тогда активисты домкома обратились к ученым. В НИИ экологии человека и гигиены окружающей среды имени А.Н. Сысина (Москва) ответили, что применение нового препарата возможно исключительно для очистки сточных вод, плавательных бассейнов и обработки трубопроводов. Из Академии коммунального хозяйства имени К.Д. Памфилова (Москва) написали: технологии, позволяющие заменить хлорсодержащие вещества в процессах обработки и подачи воды потребителю, на сегодняшний день неизвестны. Приглашенный судом эксперт доктор химических наук Виктор Денисов сказал, что "Биопаг" полимерное вещество, которое (как и все аминопроизводные) является умеренно токсичным, биологически активным и агрессивным. Оно может вызывать поражения кожи, раздражение слизистых и дыхательных путей, при длительном воздействии оказывает влияние на печень, центральную нервную систему. Кроме того, препарат до конца не разлагается, а потому для очистки воды его применение небезопасно.
Арбитражный суд Кемеровской области отказал в удовлетворении иска о защите деловой репутации компании "Водоснабжение" города Белово к жительнице поселка Инской Людмиле Михайловой. Ранее пенсионерка, являющаяся членом домового комитета, написала в соцсети, что новый антимикробный препарат, используемый для обеззараживания воды вместо хлора, испытывается на жителях, как на подопытных кроликах. Истец потребовал, чтобы ответчица не только опубликовала в Интернете опровержение "порочащих и недостоверных сведений", но и заплатила 50 тысяч рублей компенсации морального вреда.
Наличие документов экспертов суд учел. В удовлетворении иска коммунальщикам отказано. Но те заявили в полицию об уголовном преследовании женщины за клевету. Источник раздела, статья Российская газета 06.12.2016 rg.ru.

## Отравления при употреблении суррогатного непищевого алкоголя, втч аптечного происхождения.
В 2006 году при массовом отравлении спиртсодержащими жидкостями установлено, что в их состав обязательно входила полимерная добавка «Метацид» или полигексаметиленгуанидина гидрохлорид ПГМГ-ГХ. Методом судебно-химической экспертизы органов погибших, экспериментальными методами исследования причину токсического гепатита с холестазом, выраженного желтухой и поражением всех внутренних органов, установить не удалось.
Главный санитарный врач РФ Онищенко Г. Г. "Об отравлениях непищевой спиртосодержащей продукцией". Письмо N 0100/1391-07-32. 2007-02-09/ 

 С середины августа 2006 года на территории Российской Федерации начали регистрироваться массовые случаи отравлений от употребления в качестве суррогатного алкоголя спиртосодержащей непищевой продукции и продукции неустановленного происхождения. Такие случаи зарегистрированы в Белгородской, Тверской, Воронежской, Курской, Челябинской, Свердловской, Кировской, Московской, Волгоградской, Иркутской, Псковской, Липецкой, Саратовской, Тамбовской, Владимирской областях, Пермском и Хабаровском краях, Республике Удмуртия. Общим, характерным клиническим признаком пострадавших являлись развитие токсического гепатита и выраженная желтушность наружных кожных покровов.
С сентября 2006 года по 01.02.2007 на 21 территории Российской Федерации зарегистрировано 20074 случая отравлений, из них 1074 — с летальным исходом.
В результате проведенных мероприятий по расследованию отравлений суррогатами алкоголя выявлено, что абсолютное большинство пострадавших — лица, регулярно употребляющие алкоголь, асоциального поведения, не работающие и без определенного места жительства, в возрасте от 20 до 66 лет, преимущественно мужчины (75-85 %). В качестве суррогатного алкоголя употреблялись в том числе дезинфицирующие средства «Антисептин», «Экстрасепт», содержащие до 95 % этилового неденатурированного спирта и реализуемого в емкостях по 5 л.

В результате лабораторного анализа данных спиртосодержащих жидкостей, выявлено, что в их состав входило вещество полигексаметиленгуанидин гидрохлорид (ПГМГ-ГХ «БИОПАГ Д»). Указанное вещество является действующим началом дезинфицирующих средств «Экстрасепт 1», «Антисептин», зарегистрированных в реестре Роспотребнадзора. 
В 2008 году была опубликована экспериментальная работа на крысах ФГУН Института токсикологии ФМБА России (Санкт-Петербург), учитывая противоречивость информации о кумулятивных свойствах метацида (ПГМГ-ГХ), проведена оценка кумулятивного эффекта с использованием теста «субхронической токсичности» в трех сериях экспериментов. Полученный средний коэффициент кумуляции 1,83 (по классификации Л.И.Медведя) свидетельствовал о выраженной кумуляции этого вещества.

Источник работа - Бонитенко Е.Ю., Петров А.Н., Шевчук М.К. Влияние полигексаметиленгуанидин гидрохлорида на токсичность этилового спирта. / Проблемы стандартизации и внедрения современных диагностических и лечебных технологий в практической токсикологической помощи пострадавшим от острых химических воздействий: тезисы Росс. науч. конф. Екатеринбург, 2008. С.100-103.
Кумулятивное действие - способность вещества при длительном воздействии на животный организм вызывать постепенное накопление в нем признаков отравления, часто заканчивающееся гибелью организма.
В 2010 году был даже выдан патент, позволяющий отличить отравление суррогатным алкоголем с примесью антисептиков, от алкогольной болезни печени и отравлений другими спиртсодержащими жидкостями - Фрисс Светлана Анатольевна. «Способ гистохимического выявления метацида в печени при отравлении суррогатным алкоголем на полимерной основе» (патент RU 2433409). Полимер, по мнению автора, проходит стенку желудка и накапливается в ткани печени, придавая ей характерный зеленый оттенок при осмотре органов невооруженным глазом до и/или после фиксации материала.
На основе заявляемого способа гистохимического выявления метацида (ПГМГ-ГХ) в печени при отравлении суррогатным алкоголем на полимерной основе установлено, что данное соединение обладает ролью биологической матрицы для оседания солей желчных кислот, гемоглобиногенных пигментов, присоединяет эндогенное железо как комплексонообразователь. Медленно разрешающийся холестаз обуславливает гепатонекрозы, развитие токсического гепатита с гипербилирубинемией и желтухой. Это в свою очередь приводит к формированию характерной клинической и морфологической картины отравления, сопровождающей токсический гепатит.
Таким образом, подтверждается версия об отравлениях метацидом (полигексаметиленгуанидин гидрохлоридом), обнаруженным в спиртосодержащих жидкостях и оказывающим прямое токсическое действие на печень.

## Соли ПГМГ

### ПГМГ-ГХ (полигексаметиленгуанидин гидрохлорид)
химическая формула = (C7H15N3)nх(HCl)

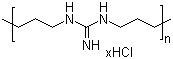

ПГМГ-ГХ (PHMG) — полигексаметиленгуанидин гидрохлорид является солью полигексаметиленгуанидина (ПГМГ) и используется как биоцид и дезинфицирующее средство в широком диапазоне рН.